# Wapen van Smalle Ee-De Wilgen

Wapen van Smalle Ee-De Wilgen

Het wapen van Smalle Ee-De Wilgen is het dorpswapen van de Nederlandse dorpen Smalle Ee en De Wilgen, in de Friese gemeente Smallingerland. Het wapen werd in 2007 geregistreerd.

## Beschrijving
De blazoenering van het wapen in het Fries luidt als volgt:
A. yn blau in gouden spitskrós; B. yn goud trije beammen op in grûn, alles fan grien.
De Nederlandse vertaling luidt als volgt: 
A. in blauw een gouden spitskruis; B. in goud drie bomen op een grond, alles van groen.
De heraldische kleuren zijn: azuur (blauw), goud (goud) en sinopel (groen).

## Symboliek

Blauw veld: staat voor het water van de Smalle Eesterzanding.
- Gouden kruis: symbool voor het klooster dat zich te Smalle Ee bevond. De punten aan de armen van het kruis duiden op de schans die hier gelegen was.[2] Het is echter niet duidelijk waar deze schans precies lag.[3] De gouden kleur verwijst naar de zandgrond van de dorpen.[2]
- Drie bomen: duiden op de plaatsnaam De Wilgen. Daarnaast verwijzen ze naar de drie plaatsen Smalle Ee, De Wilgen en Buitenstverlaat.[2]